# 숀 커넌

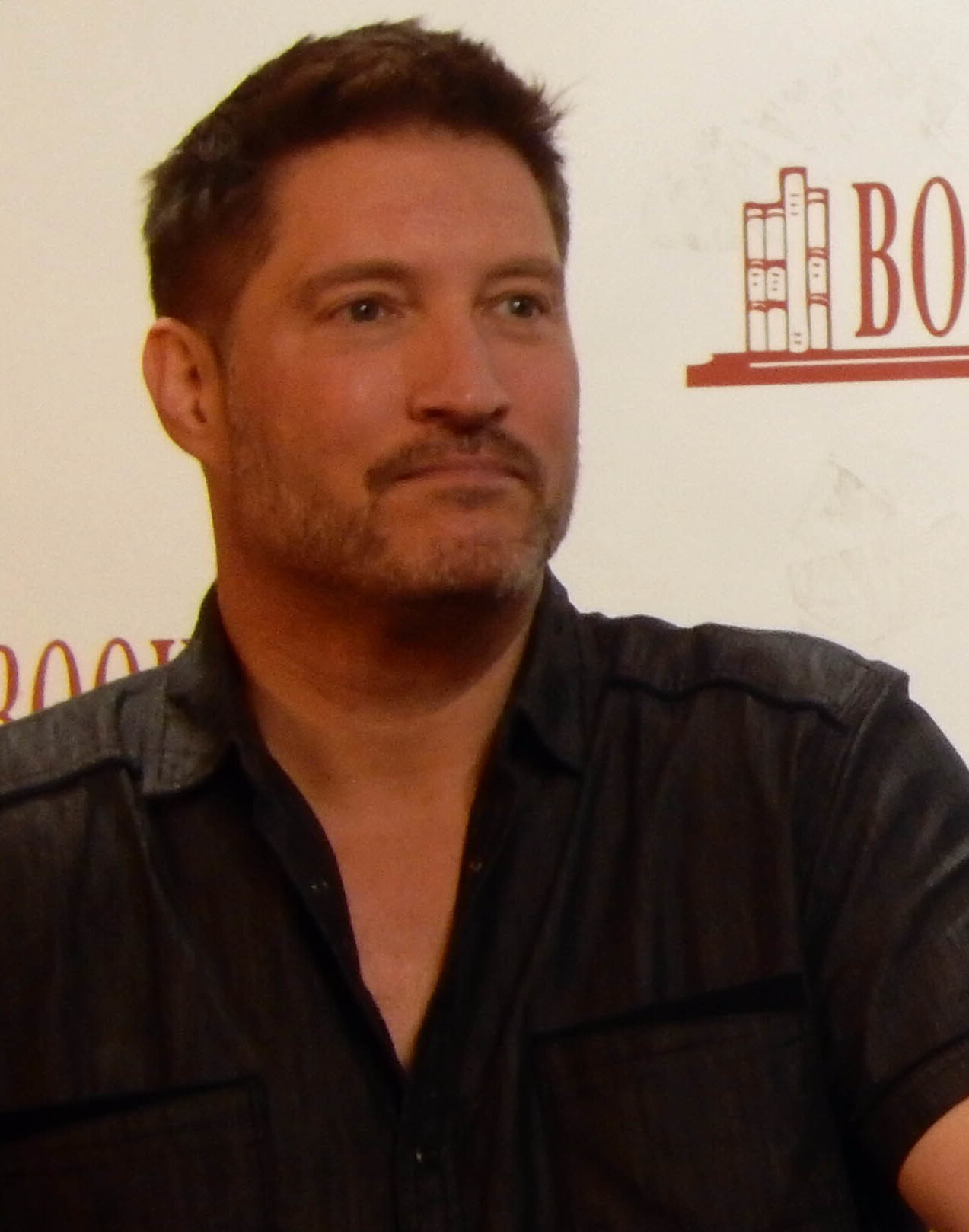

숀 케이넌(Sean Kanan, 영어 발음: /keɪnən/, 1966년 11월 2일 ~ )은 미국의 배우, 각본가, 영화 제작자이다.

## 출연 작품

### 영화
- 베스트 키드 3 (1989, The Karate Kid Part III)
- LA 리치 걸 (1991)
- 카오스 팩터 (2000, The Chaos Factor)
- Crash Point Zero (2001)
- Chasing Holden (2003)
- Carpool Guy (2005)
- Hack! (2007) - 빈센트 역
- Jack Rio (2008) - 애덤 맥닐 역
- 포르노 메이커 (2014, My Trip to the Dark Side)
- Limelight (2017)
- 알 카포네: 스카페이스의 전설 (2017, Gangster Land) - 보일 형사 역

### 텔레비전
- The Outsiders (1990)
- Wild Palms (1993)
- 제너럴 호스피털 (1993-97, 2012-14)
- 더 볼드 앤 더 뷰티풀 (2000-05, 2012, 2014-17, 2021-현재)
- 더 영 앤 더 레스트리스 (2009-12, 2022)
- 코브라 카이 (2022)